# Syllabub

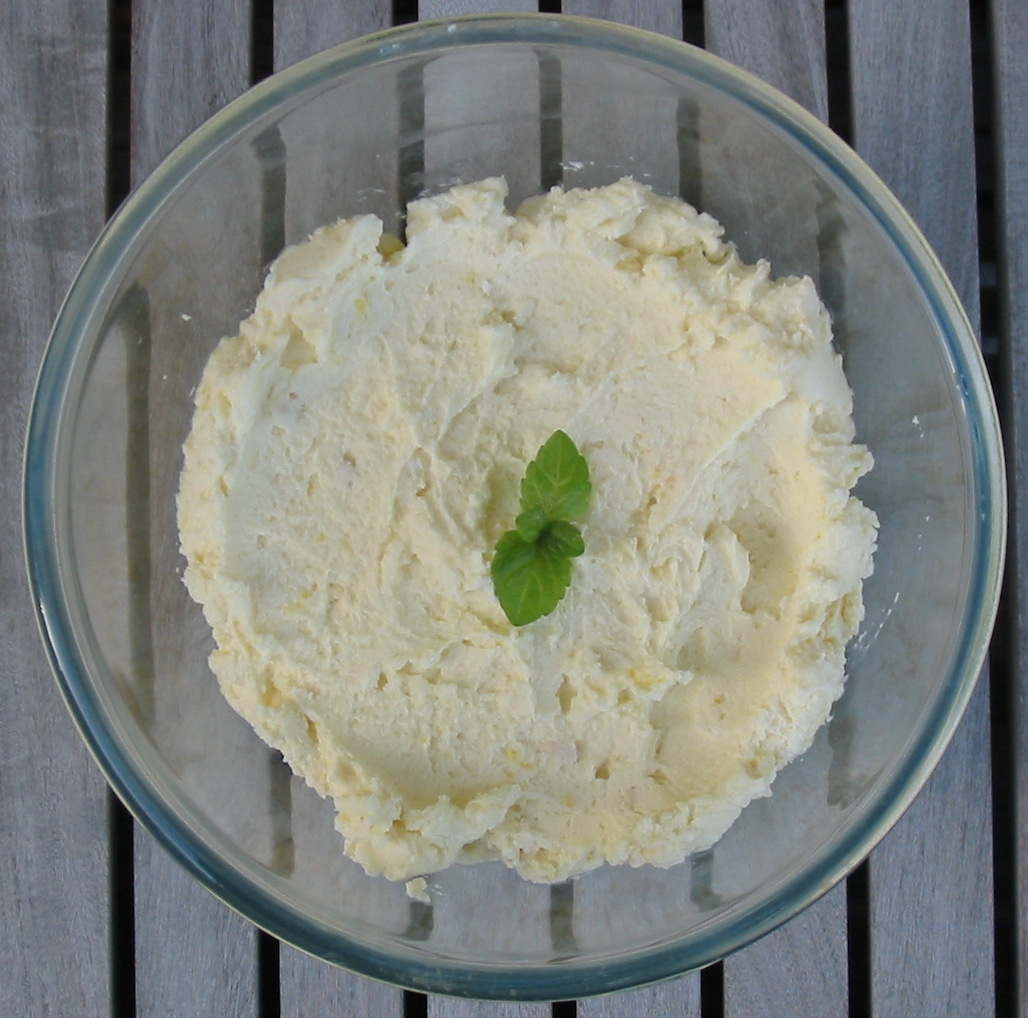
Syllabub

Syllabub ist ein traditionelles englisches Dessert, das im 17. Jahrhundert populär wurde und bis heute zubereitet wird. Weißwein wird mit Zitronensaft und Zesten von Zitronen- und/oder Orangenschale aromatisiert und mit Zucker gesüßt. Unter diese Masse wird geschlagene Sahne gehoben, die auch mit geschlagenem Eiweiß vermischt sein kann. Zum Weißwein oder auch anstatt seiner wird gerne Portwein oder süßer Sherry gegeben. In modernen Rezepten werden statt des Weines oft nichtalkoholische Zutaten wie Apfelsaft oder Fruchtpüree verwendet.
Im Gegensatz zu Weinschaumcreme wird kein Eigelb verwendet und die Masse wird nicht erwärmt.

## Bezeichnungsherkunft
Zur Etymologie des Wortes Syllabub lässt sich Folgendes festhalten:
- Das Wort lässt sich von der Bezeichnung Sillé ableiten, einem Gebiet in der Champagne in Frankreich, das den gleichnamigen Wein herstellte, sowie
- von dem Wort Bub, einem elisabethanischen Slangwort, das so viel wie sprudelndes Getränk bedeutet. Sille Bub gleichbedeutend wie Wein, der mit einer schaumigen Sahne gemischt wird. Früher wurde die Milch direkt aus dem Euter in den Wein gespritzt, da diese Milch natürlichen Schaum hat.[1]

## Küchengeschichtliche Einordnung
Die Entwicklung des Syllabub fällt in einen Zeitraum, als Eischnee als Backtriebmittel in der Renaissance-Küche Europas entdeckt wurde. Neben der Entwicklung durch Eischnee gelockerten Gebäckes änderten sich auch die Süßspeisen, die serviert wurden: Neben Syllabubs wurden bei elisabethanischen Banketten auch sogenannte „Teller voll Schnee“ („dishful of snow“) serviert, die aus Eischnee, Sahne, Zucker und Rosenwasser hergestellt wurden und die auf großen Platten aufgeschichtet wurden.
Ohne die entsprechenden Hilfsmittel ist die Herstellung steif geschlagener Sahne oder steif geschlagenen Eischnees – beides Bestandteile eines Syllabubs – ein sehr arbeitsintensiver Prozess. Hinweise auf den damit verbundenen Arbeitsaufwand geben historische Rezeptangaben, auch wenn sie sich auf andere Rezepte beziehen. Rezeptangaben sprechen beispielsweise von einer halben Stunde Arbeit, um Eischnee für Pfannkuchen aufzuschlagen. Noch 1823 wies die Kochbuchautorin Mary Eaton darauf hin, dass für das Aufschlagen des Eischnees für einen großen Kuchen eine Arbeitsdauer von drei Stunden einzuplanen sei. Die praktische Umsetzung von Desserts wie Syllabub war deshalb lange Zeit auf Haushalte beschränkt, die es sich leisten konnten, eine entsprechende Anzahl von Hilfskräften in der Küche einzusetzen.
Eine Renaissance erlebte Syllabub im 19. Jahrhundert, als es mit mechanischen Handrührgeräten auch mittelständischen Haushalten möglich wurde, solche arbeitsintensiven Rezepte umzusetzen. In den USA wurden zwischen 1856 und 1920 nicht weniger als 692 Patente für Handrührgeräte vergeben, mit denen Eischnee, Sahne und Eigelb geschlagen werden konnten.
Als das erfolgreichste Patent unter diesen Erfindungen erwies sich der am 31. Mai 1870 patentierte „Williams' Egg Beater“ oder „Dover“, dessen Grundform von zwei dickbäuchigen Rührbesen, die mittels eines Handrades angetrieben werden, der Form der heute noch erhältlichen mechanisch zu betreibenden Handmixer entspricht. Diese technische Innovation ging einher mit einer Veränderung der Speisen, die auch in mittelständischen Haushalten hergestellt wurden; Apfelschnee, ein Nachtisch aus Apfelmus und Eischnee, bei dem bei einer typischen Haushaltsgröße vier Eiklar aufgeschlagen werden mussten, bis sie schnittfest waren oder Gebäck wie der „Mont Blanc Cake“, der steifen Eischnee von sechs Eiklar verlangte. Syllabubs wurden neben Süßspeisen wie Baisers oder Desserts wie Charlotte und Trifle, bei denen auf Eischnee basierende Biskuitmassen verarbeitet wurden, zu typischen Rezepturen, die in normalen Haushalten zum Repertoire gehörten.